# Спирман (Тексас)
Спирман (енгл. Spearman) град је у америчкој савезној држави Тексас. По попису становништва из 2010. у њему је живело 3.368 становника.

## Демографија
Према попису становништва из 2010. у граду је живело 3.368 становника, што је 347 (11,5%) становника више него 2000. године.
| Група             | 2000.         | 2010.         |
| Белци             | 2.010 (66,5%) | 1.677 (49,8%) |
| Афроамериканци    | 1 (0,0%)      | 16 (0,5%)     |
| Азијати           | 5 (0,2%)      | 15 (0,4%)     |
| Хиспаноамериканци | 970 (32,1%)   | 1.630 (48,4%) |
| Укупно            | 3.021         | 3.368         |